# Suzuki Intruder

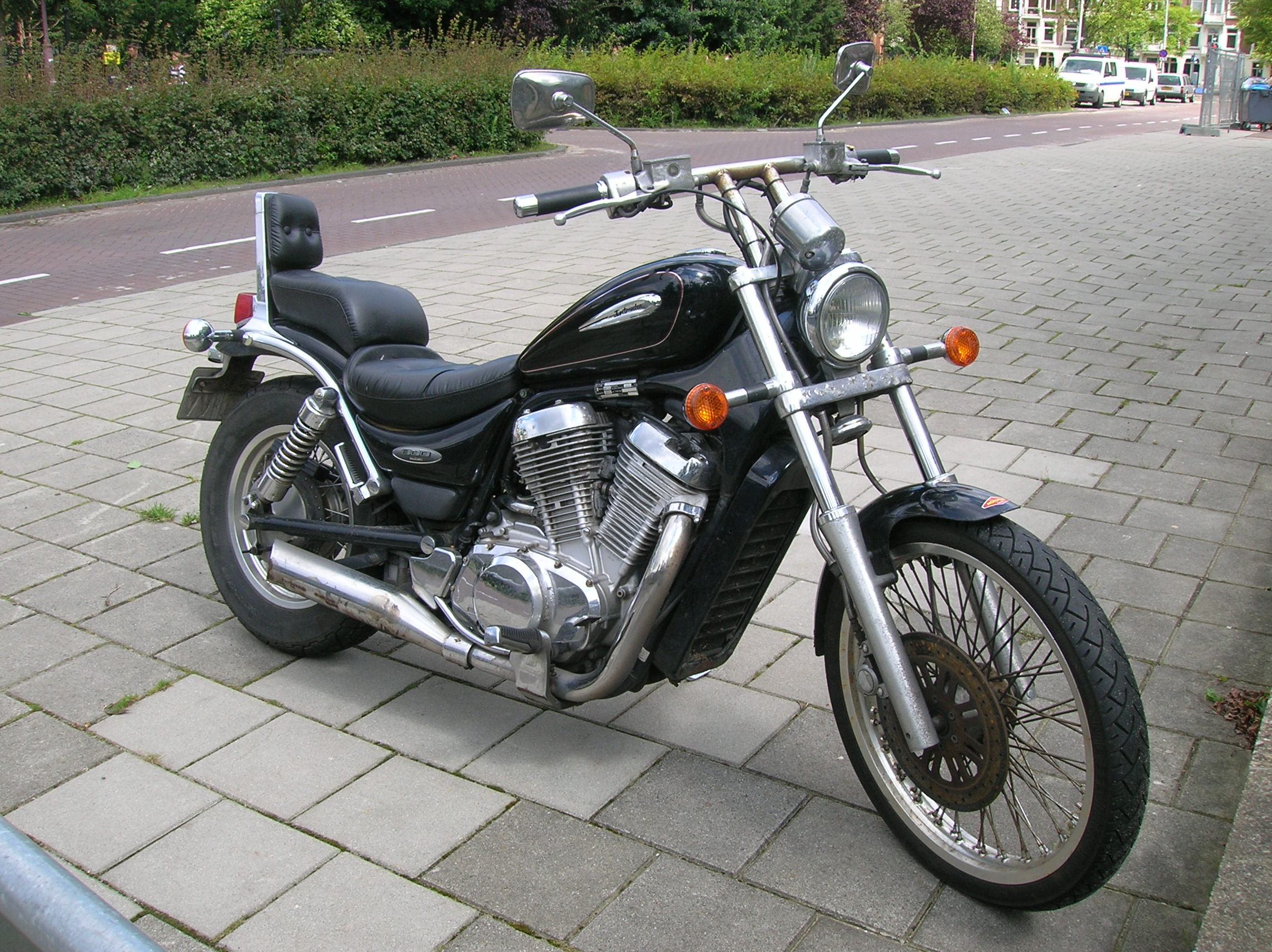
Suzuki VS 800 Intruder

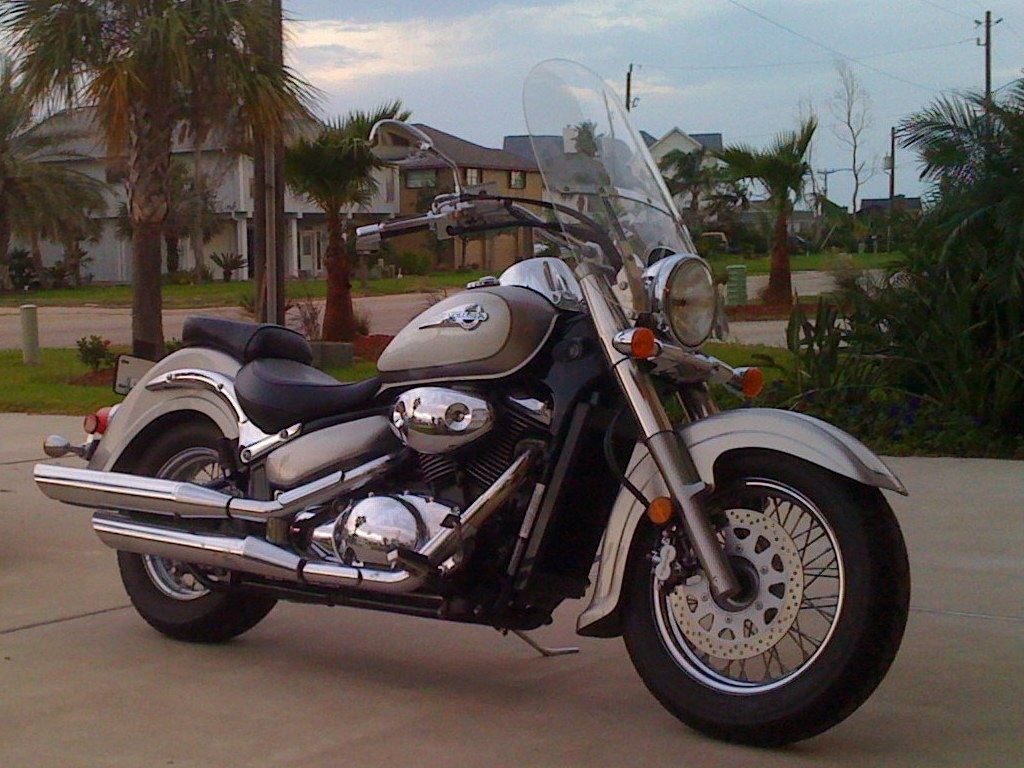
Suzuki VL 800 Volusia

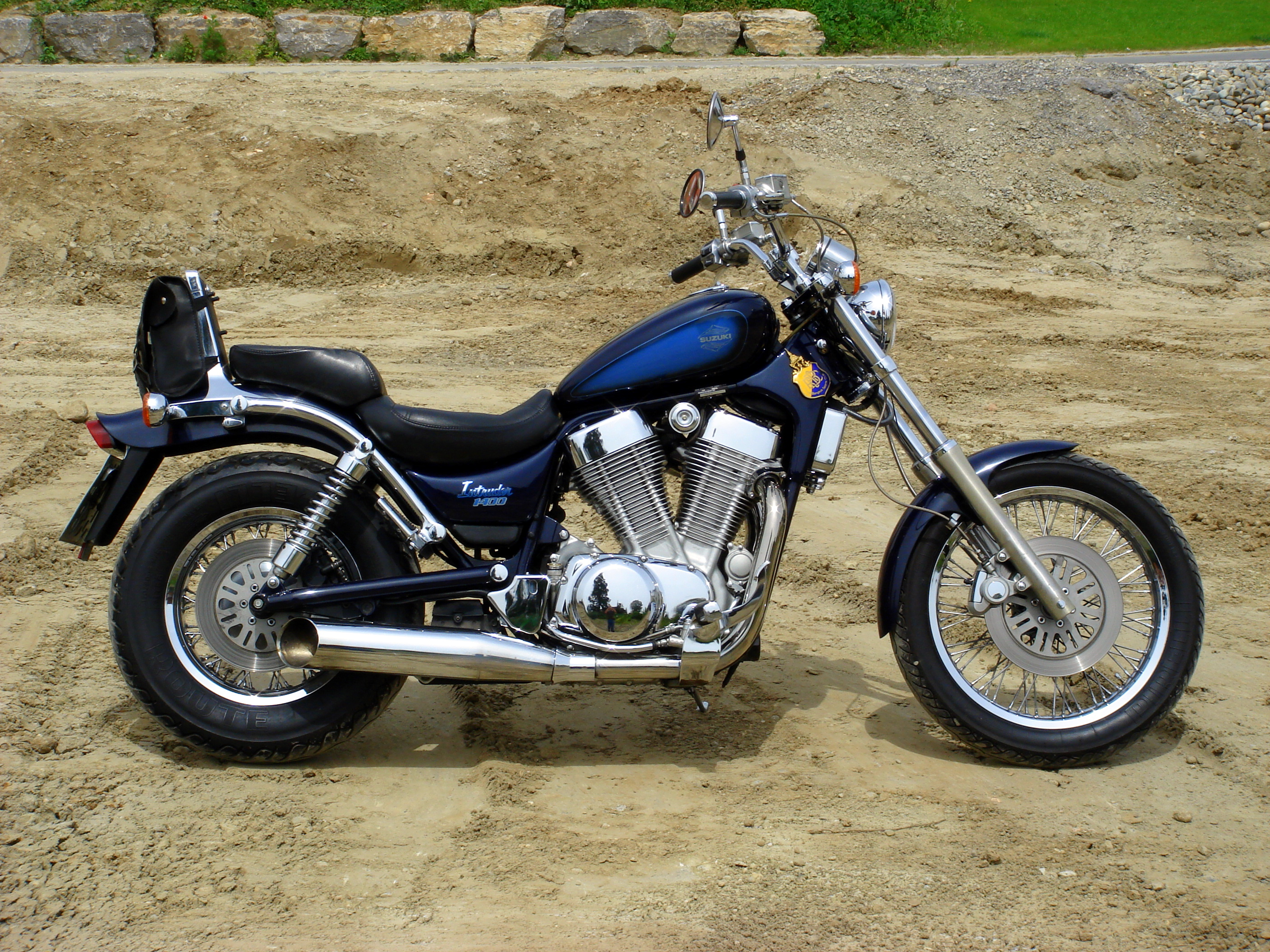
Suzuki VS1400 Intruder

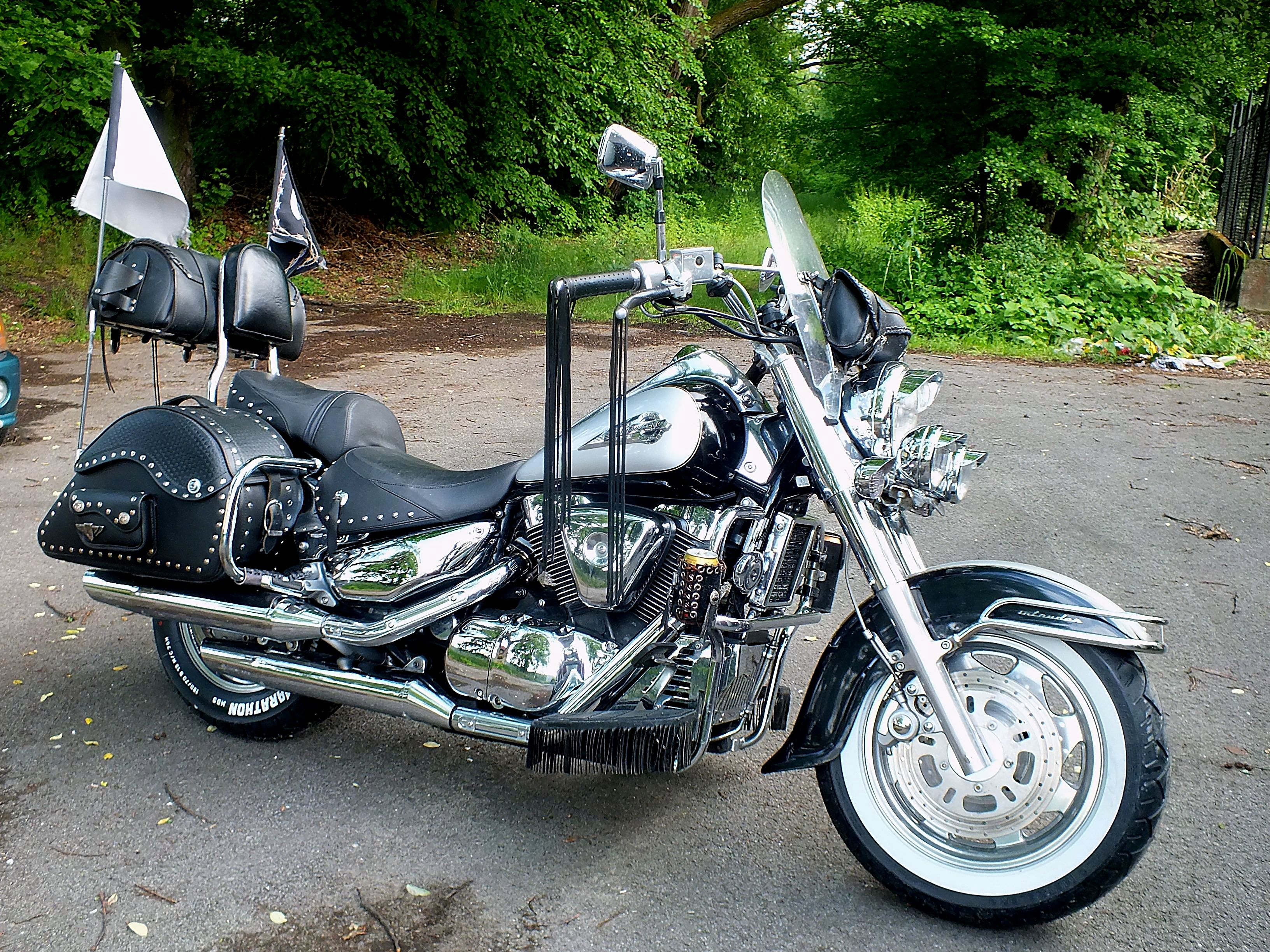
Suzuki Intruder VL 1500 LC

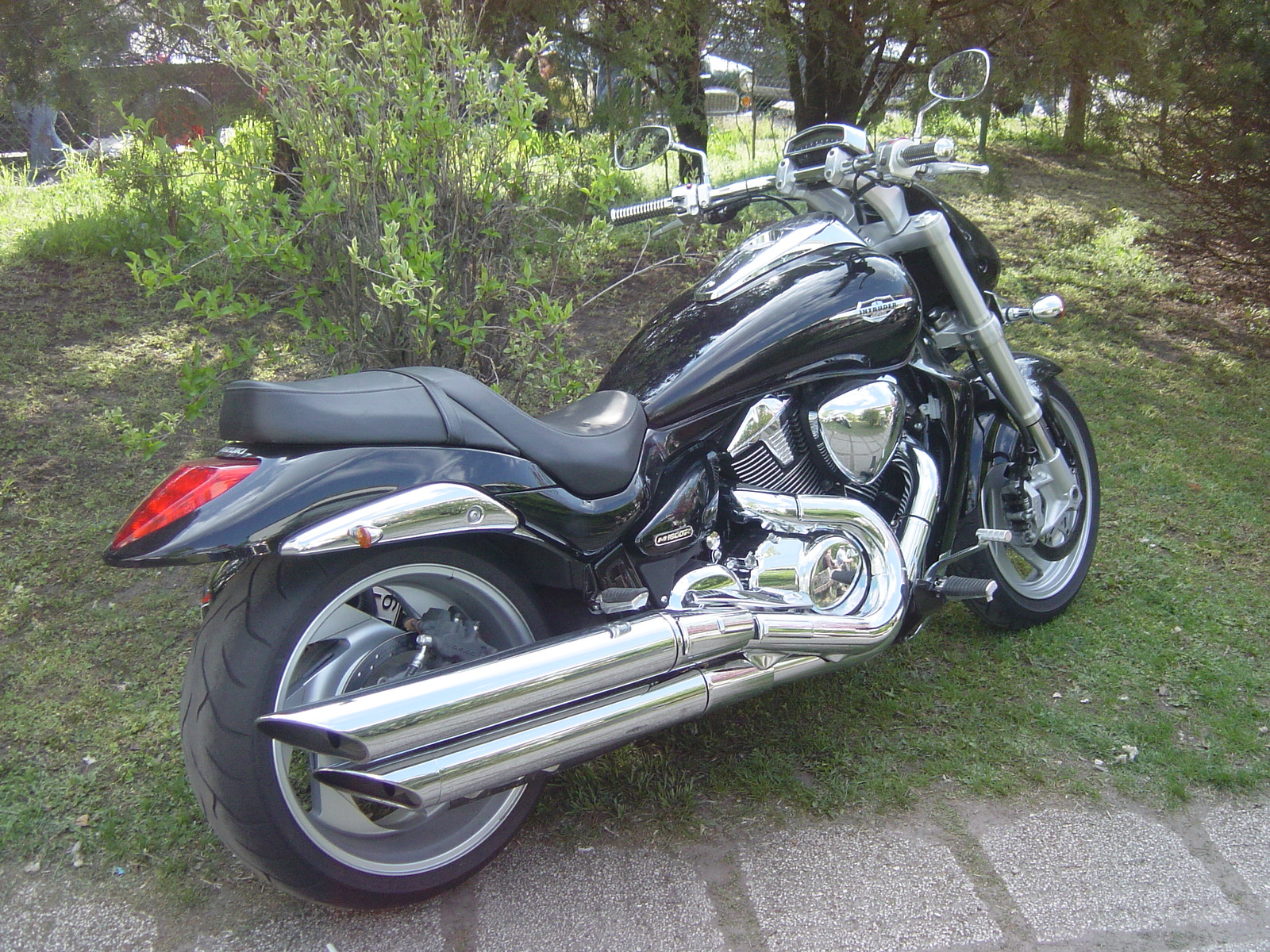
Suzuki M1800R Intruder

Suzuki Intruder je řada motocyklů typu chopper a cruiser vyráběná japonskou firmou Suzuki Motor Corporation.

## Modely
- VL125 LC
- VS400
- VS600
- VS700
- VS750
- VS800
- VL 800 Volusia
- VS1400
- VL1500 LC
- M1800R